# Claude Prouvoyeur
Claude Prouvoyeur, né le 5 janvier 1927 à Estourmel dans le département du Nord et mort le 17 janvier 2018 à Dunkerque (Nord), est un homme politique français, maire de Dunkerque de 1966 à 1989 et sénateur du Nord de 1983 à 1992.

## Biographie
Claude Prouvoyeur arrive à Dunkerque à la fin des années 1950, pour prendre le poste d'intendant au lycée Jean Bart.
À partir 1961 et jusqu'en 1965, il préside l'association pour le Grand Dunkerque (association de 10 000 adhérents qui prône la fusion des communes de l'agglomération de Dunkerque).
En 1965, il devient 2e adjoint au maire de Dunkerque, chargé des finances, avant d'occuper les fonctions de maire de Dunkerque (succédant à Paul Asseman, à la mort de ce dernier) du 18 septembre 1966 jusqu'au 19 mars 1989 .
Élu conseiller général du Nord dans le canton de Dunkerque-Est en 1973, il est battu au renouvellement de 1979 par André Delattre (PS) mais réélu en 1982 lors de la création du canton de Coudekerque-Branche canton qu'il gardera jusqu'en 1998, vainqueur des élections de 1985 et 1992.
Apothéose de sa carrière politique, il devient le 25 septembre 1983 sénateur du Nord jusqu'au 1er octobre 1992.
Il meurt le 17 janvier 2018 à Dunkerque-Rosendaël ; ses funérailles se tiennent le 23 janvier suivant en l'Église Saint-Éloi de Dunkerque devant près de 700 personnes.

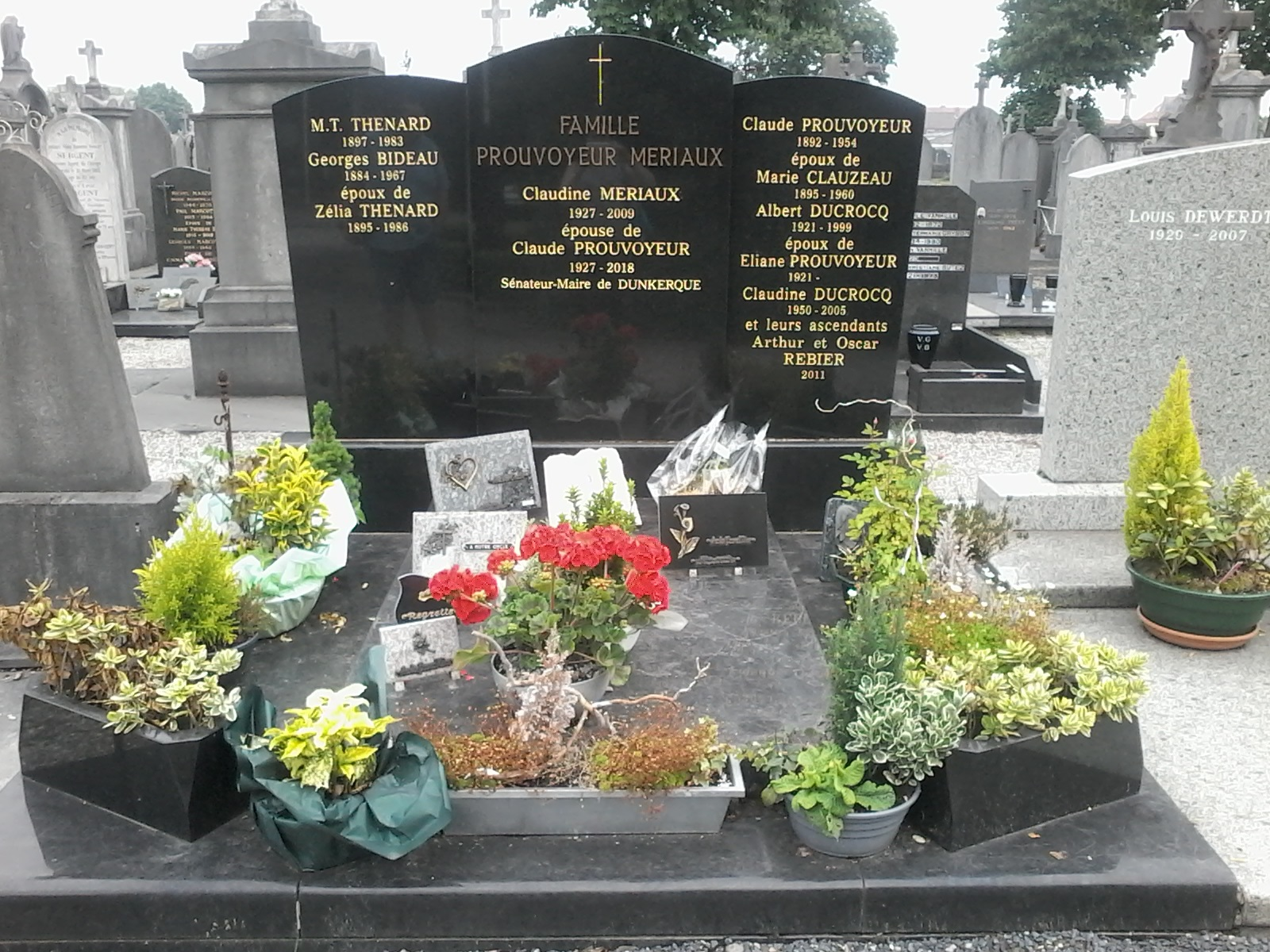
Tombe de Claude Prouvoyeur au cimetière de Dunkerque.

## Bilan
- Claude Prouvoyeur est à l'origine de l'absorption par Dunkerque des communes limitrophes de Malo-les-Bains (le 17 décembre 1969), de Petite-Synthe, de Rosendaël (toutes deux le 1er janvier 1972) et de Mardyck (en 1980)[10].
- C'est lui qui, en 1981, fait venir le trois-mâts Duchesse Anne de Lorient pour raviver, avec le futur musée portuaire, le passé florissant du port de commerce.
- C'est sur son impulsion que la piscine Paul Asseman est inaugurée le 1er mars 1971.
- À la fin des années 70, c'est sous son majorat qu'est construite la Tour de Reuze face à la Hôtel de ville de Dunkerque.

## Activités sénatoriales
Claude Prouvoyeur a exercé la fonction de Secrétaire du Sénat et fut membre de la Commission des Affaires sociales.
- Proposition de loi tendant à créer une possibilité de recours à l'égard des décisions des architectes des bâtiments de France[12],
- Proposition de loi tendant à faciliter le développement du tourisme rural[13],
- Proposition de loi relative aux conditions d'attribution de l'allocation logement social pour les personnes âgées hébergées en service de long séjour[14],
- Proposition de résolution tendant à créer une commission d'enquête sur les conditions d'utilisation des moyens destinés à la reconstruction de la Guadeloupe après le cyclone Hugo[15],
- Proposition de loi tendant à compléter l'article L. 615-15 du code de la sécurité sociale et à dispenser les titulaires d'une pension militaire d'invalidité affiliés au régime des travailleurs non salariés non agricoles du paiement du ticket modérateur[16],
- Question posée à l'attention de Mme le ministre du travail, de l'emploi et de la formation professionnelle sur la situation de nombreux salariés de la réparation navale dont la situation à Dunkerque (question écrite n° 21 794 de M. Claude Prouvoyeur (Nord - RPR) publiée dans le JO du Sénat du 25 juin 1992)[17].

## Distinctions
- Officier de la Légion d'honneur par décret du 10 décembre 1998)
  -  Chevalier de la Légion d'honneur (par décret du 9 octobre 1975)
- Commandeur de l'ordre national du Mérite par décret du 25 novembre 1993)[18]
  -  Officier de l'ordre national du Mérite par décret du 12 décembre 1980)
- Chevalier de l'ordre des Palmes académiques
- Médaille de la jeunesse, des sports et de l'engagement associatif, bronze[2]
- Ordre de l'Empire britannique à titre civil (honoraire)
- Chevalier de l'ordre de Léopold

## Hommage
- Une rue et une résidence portent son nom à Téteghem-Coudekerque-Village depuis le 28 janvier 2019[19].
- Une rue et un complexe sportif de Dunkerque-Malo-les-Bains portent son nom depuis le 29 juin 2023[20].

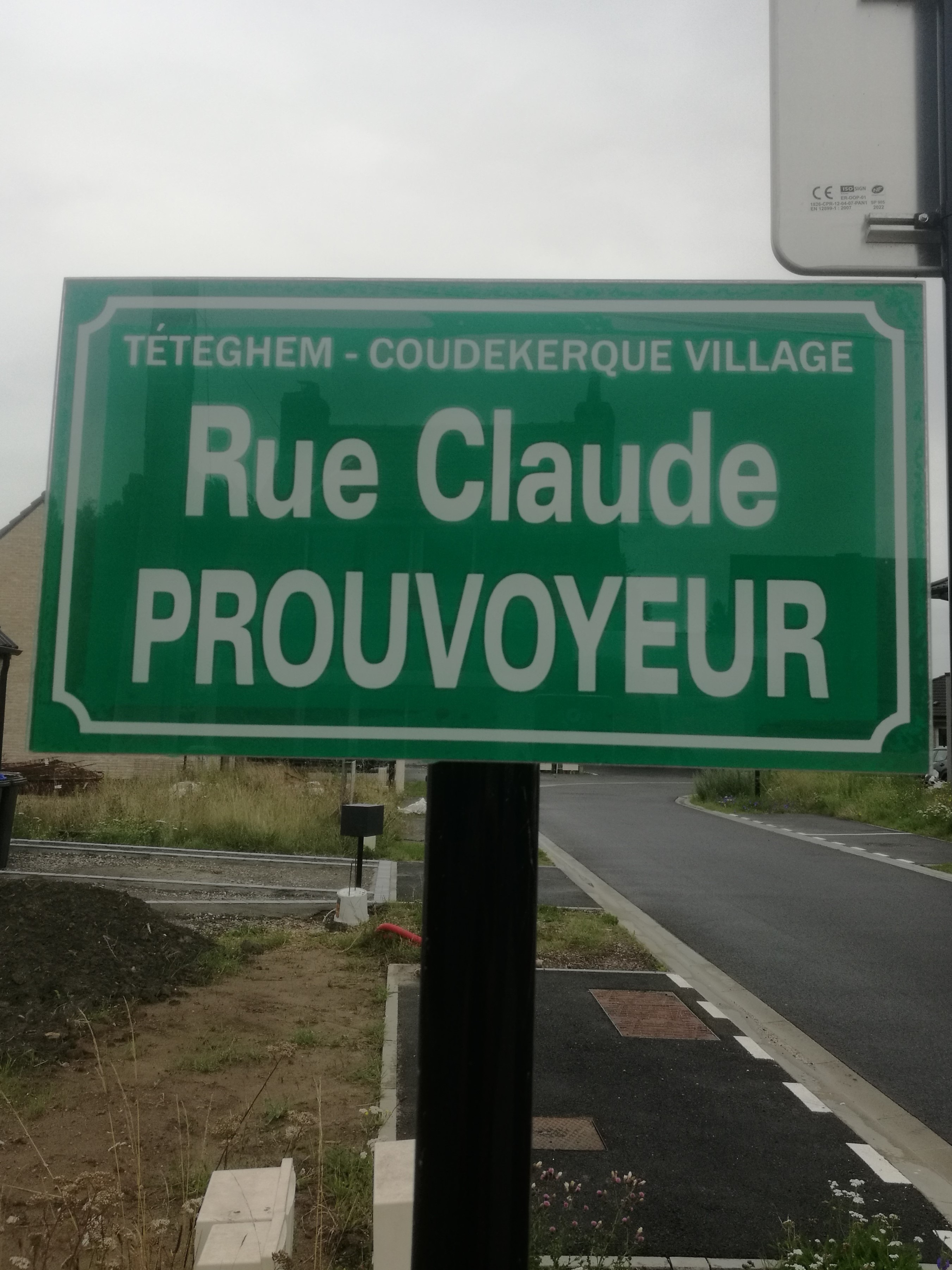
Plaque de rue Claude Prouvoyeur à Téteghem-Coudekerque-Village.
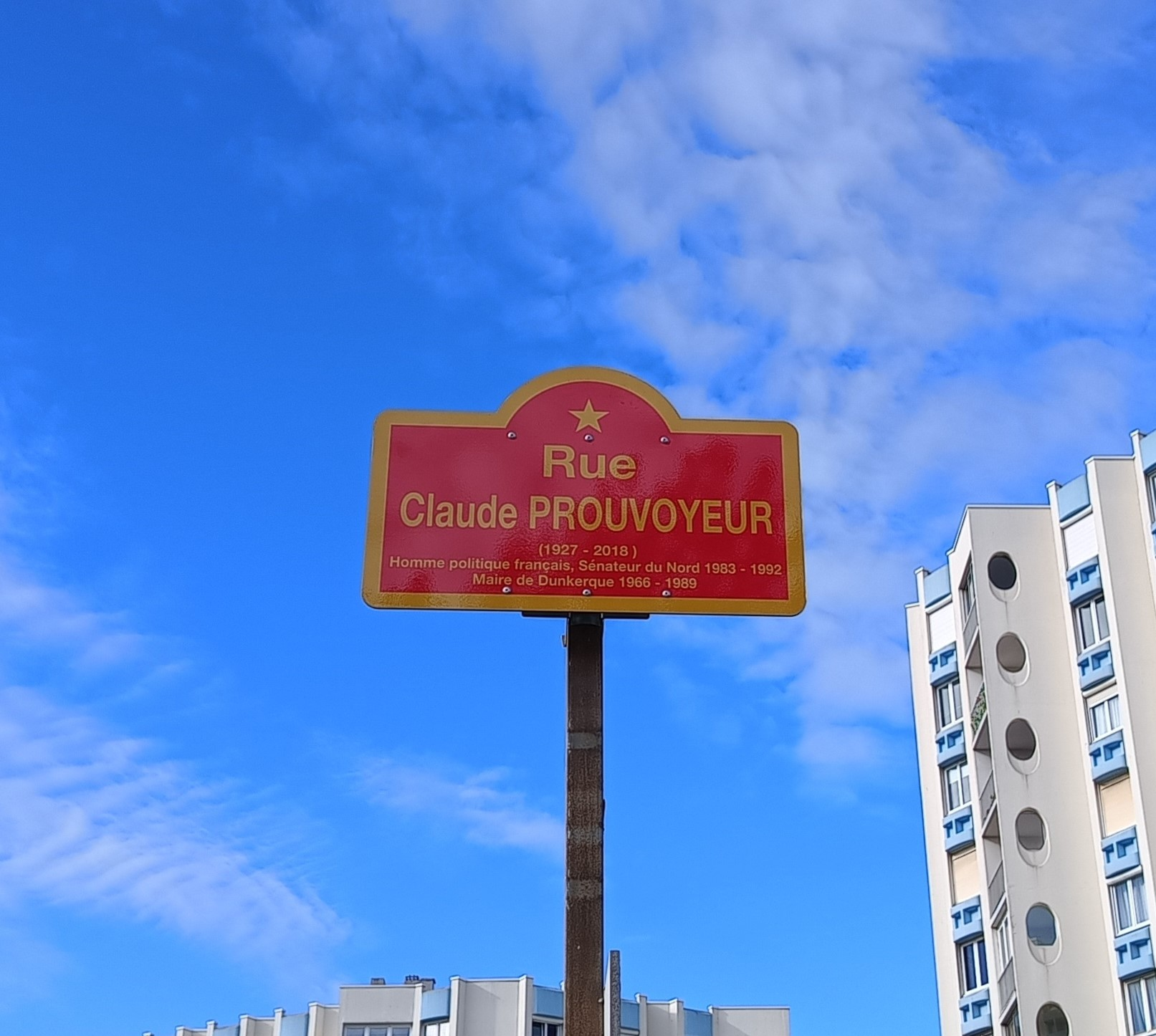
Plaque de rue Claude Prouvoyeur à Malo-les-Bains.

## Anecdote
C'est à Claude Prouvoyeur, membre du Syndicat d'initiative, que l'on doit le lancer de harengs du balcon de l'hôtel de ville lors du carnaval de Dunkerque depuis 1962 ; les carnavaleux vont scander pendant 30 ans « Prouvoyeur, des kippers ! ».